# Anaea boliviana
Anaea boliviana är en fjärilsart som beskrevs av Druce 1877. Anaea boliviana ingår i släktet Anaea och familjen praktfjärilar. Inga underarter finns listade i Catalogue of Life.